# Campionati austriaci di sci alpino 2004
I Campionati austriaci di sci alpino 2004 si sono svolti a Gerlitzen tra il 26 e il 28 marzo. Sono state disputate le gare di slalom gigante e slalom speciale, sia maschili sia femminili, mentre quelle di discesa libera, supergigante e combinata, in programma a Innerkrems, sono state annullate.
Trattandosi di competizioni valide anche ai fini del punteggio FIS, vi hanno partecipato anche sciatori di altre federazioni, senza che questo consentisse loro di concorrere al titolo nazionale austriaco.

## Risultati

### Uomini

#### Slalom gigante
| Pos. | Atleta               | Nazione       | Tempo   |
| ---- | -------------------- | ------------- | ------- |
| 1    | Andreas Schifferer   | Austria       | 2:05,74 |
| 2    | Mario Scheiber       | Austria       | 2:05,78 |
| 3    | Michael Gufler       | Italia        | 2:06,14 |
| 3    | Matthias Lanzinger   | Austria       | 2:06,14 |
| 5    | Hannes Reichelt      | Austria       | 2:06,34 |
| 6    | Christoph Alster     | Austria       | 2:06,48 |
| 7    | Stephan Görgl        | Austria       | 2:06,63 |
| 8    | Markus Ganahl        | Liechtenstein | 2:06,66 |
| 8    | Christoph Kornberger | Austria       | 2:06,66 |
| 8    | Hannes Reiter        | Austria       | 2:06,66 |

Data: 28 marzo

#### Slalom speciale
| Pos. | Atleta              | Nazione     | Tempo   |
| ---- | ------------------- | ----------- | ------- |
| 1    | Manfred Pranger     | Austria     | 1:53,46 |
| 2    | Kurt Engl           | Austria     | 1:53,87 |
| 3    | Patrick Bechter     | Austria     | 1:54,02 |
| 4    | Martin Kroisleitner | Austria     | 1:54,29 |
| 5    | Alexander Koll      | Austria     | 1:54,40 |
| 6    | Martin Marinac      | Austria     | 1:54,58 |
| 7    | Mitja Kunc          | Slovenia    | 1:54,60 |
| 8    | Stefan Kogler       | Germania    | 1:54,62 |
| 9    | Alain Baxter        | Regno Unito | 1:54,87 |
| 10   | Jono Brauer         | Australia   | 1:55,12 |
| 10   | Reinfried Herbst    | Austria     | 1:55,12 |

Data: 27 marzo

### Donne

#### Slalom gigante
| Pos. | Atleta                | Nazione  | Tempo   |
| ---- | --------------------- | -------- | ------- |
| 1    | Alexandra Meissnitzer | Austria  | 2:21,83 |
| 2    | Brigitte Obermoser    | Austria  | 2:22,17 |
| 3    | Katja Wirth           | Austria  | 2:22,91 |
| 4    | Kathrin Wilhelm       | Austria  | 2:22,98 |
| 5    | Elisabeth Görgl       | Austria  | 2:23,16 |
| 6    | Renate Götschl        | Austria  | 2:23,32 |
| 7    | Kathrin Zettel        | Austria  | 2:23,46 |
| 8    | Martina Lechner       | Austria  | 2:23,48 |
| 9    | Noriyo Hiroi          | Giappone | 2:23,50 |
| 10   | Marlies Schild        | Austria  | 2:23,73 |

Data: 26 marzo

#### Slalom speciale
| Pos. | Atleta            | Nazione   | Tempo   |
| ---- | ----------------- | --------- | ------- |
| 1    | Elisabeth Görgl   | Austria   | 1:31,37 |
| 2    | Sabine Egger      | Austria   | 1:32,01 |
| 3    | Marlies Schild    | Austria   | 1:32,98 |
| 4    | Kathrin Zettel    | Austria   | 1:33,38 |
| 5    | Sabrina Raich     | Austria   | 1:34,30 |
| 6    | Karen Persyn      | Belgio    | 1:34,82 |
| 7    | Anja Blieninger   | Germania  | 1:34,88 |
| 8    | Petra Zakouřilová | Rep. Ceca | 1:34,89 |
| 9    | Maria Grabner     | Austria   | 1:35,14 |
| 10   | Alexandra Grabner | Austria   | 1:35,15 |

Data: 27 marzo